# Andrés Manuel del Río
Andrés Manuel del Río (Madrid, 10 novembre 1764 – Città del Messico, 23 marzo 1849) è stato uno scienziato, chimico e geologo messicano di origine spagnola.
Fu lo scopritore dell'elemento chimico vanadio. Nel 1801, analizzando campioni di minerali provenienti da Zimapán nell'attuale Stato di Hidalgo in Messico, Andrés Manuel Del Rio giunse alla conclusione d'aver scoperto un nuovo elemento metallico.

## Studi
Andrés del Río studiò chimica analitica e metallurgia in Spagna, sua terra d'origine.
Ottenne la laurea nell'Università di Alcalá nel 1780. Ottenne una borsa dal governo per entrare alla scuola per ingegneri minerari di Almadén, dove studiò con brillanti risultati.
In seguito si recò a Parigi come allievo di Jean d'Arcet. Proseguì gli studi a Freiberg, in Germania, sotto la guida di Abraham Gottlob Werner. A Freiberg fece la conoscenza del barone Alexander von Humboldt. Ritornò in seguito a Parigi come studente di Antoine Lavoisier, e lì collaborò anche con l'abate René Just Haüy, il padre della cristallografia. Durante la Rivoluzione francese, Lavoisier, il fondatore della chimica moderna, fu ghigliottinato. Del Río si vide costretto a fuggire verso l'Inghilterra.

## Le miniere della Nuova Spagna
Nel 1792 il Real Seminario de Minería (Scuola Reale delle miniere) fu fondato nella Nuova Spagna per decreto del re Carlo III di Spagna, con lo scopo di riformare lo studio delle miniere e della metallurgia nella colonia. All'inizio l'istituzione era diretta da Fausto Delhuyar (1755-1833), lo scopritore del tungsteno. Il giovane del Río fu nominato docente di chimica e metallurgia. Giunse a Veracruz il 20 ottobre 1794, a bordo del veliero San Francisco de Alcántara.
Sul posto, del Río si consacrò interamente all'insegnamento e alla ricerca. Il 17 aprile del 1795 inaugurò il primo corso di mineralogia della Nuova Spagna. Fece importanti studi sui minerali e sviluppa nuovi metodi di sfruttamento delle miniere. A Città del Messico collaborò con il naturalista germanico Alexander von Humboldt che, impressionato da lui, scriverà: «I migliori lavori di mineralogia della Spagna, gli Elementos de Orictognosia del Señor Del Río, sono pubblicati a Mexico» In effetti si tratta del primo libro di mineralogia pubblicato in America. Humboldt era un ospite attivo del Real Seminario de Minería. Del Río organizzò escursioni da Chapultepec verso la zona basaltica di Pedregal de Xitle e di Peñón de los Baños, accumulando dati e campioni di minerali e di rocce che sottoporrà poi ad analisi per l'identificazione.
Nel 1820 del Río fu nominato deputato alle Cortes. Da liberale, si impegna per la liberazione della Nuova Spagna. Era a Madrid mentre il Messico conquistò l'indipendenza. Invitato a restare in Europa, ritorna tuttavia (nel 1821) in Messico, che ormai considera la propria patria.
Nel 1829, dopo un convulso periodo di guerra con la Spagna, il governo messicano espelle i residenti spagnoli dal paese, a parte qualche eccezione; Del Río è una di queste. Tuttavia queste espulsioni hanno un considerevole impatto negativo sui lavori del Colegio de Minería. Il direttore Fausto Elhúyar, è costretto a dare le dimissioni e a lasciare il paese. Indignato dall'espulsione dei suoi colleghi, del Río dà prova della sua solidarietà e va volontariamente in esilio a Filadelfia. Là riceve molti onori e il suo libro è ripubblicato in una nuova edizione. Torna poi in Messico nel 1834, quando riprende la cattedra di mineralogia al Colegio.

## La scoperta del vanadio

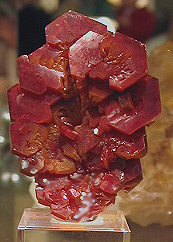
Il vanadio è presente in forme minerali come la vanadinite, Pb_{5}(VO_{4})_{3}Cl.

Nel 1801, mentre stava esaminando dei campioni di minerali che gli erano stati inviati dalla miniera Purísima del Cardenal de Zimapán nel Messico, del Río arrivò alla conclusione che aveva scoperto un nuovo elemento metallico. Ne prepara diversi composti, di cui osserva i colori e chiama questo elemento pancromium. Più tardi, osservando che esso vira verso il rosso quando è riscaldato, gli cambiò nome in eritronium dal greco Ἒριτρος (rosso). L'anno dopo ne invia un campione a Alexander von Humboldt che a sua volta lo spedisce a Parigi, a Hippolyte-Victor Collet-Descotils, perché lo analizzi. L'analisi di Collet-Descotils (per errore) non vi trova che del cromo. Humboldt, a sua volta, respinge la scoperta di un nuovo elemento da parte di del Río, che si convince lui stesso di aver compiuto un errore.
Solo nel 1830, 29 anni dopo la sua prima scoperta, che il professore svedese Nils Gabriel Sefström scopre nuovamente questo elemento. Gli dà il nome di vanadio in onore della dea scandinava della bellezza Vanadis (altro nome della famosa Freyja). Lo stesso anno Friedrich Wöhler, chimico tedesco che aveva sintetizzato l'urea, analizza i campioni di del Río e prova che vanadio ed eritronio sono la stessa cosa. Più tardi il geologo statunitense George William Featherstonhaugh propose senza successo che l'elemento fosse chiamato Rionio, in onore del suo inventore.
Nel 1867 il chimico inglese Henry Enfield Roscoe isolò per la prima volta il metallo.

## La fine della sua vita
Nel 1805 del Río fondò un'acciaieria a Coalcomán. Dopo aver superato moltissimi ostacoli, vi si produsse il primo acciaio messicano, il 19 aprile 1807. Quattro anni dopo, durante la guerra d'indipendenza del Messico, i realisti distrussero l'impianto. L'acciaio che vi si produceva era migliore del famoso acciaio importato dalla Biscaglia.
Fu molto amareggiato dall'errore di Humboldt, che non confermò la scoperta del vanadio. Continuò a insegnare al Seminario Nacional de Minería de Mexico fino alla morte, un corso che «avrebbe potuto tenersi all'École polytechnique a Parigi", secondo Michel Chevalier che rese visita a del Río poco tempo prima della sua morte.

## Morte e riconoscimenti

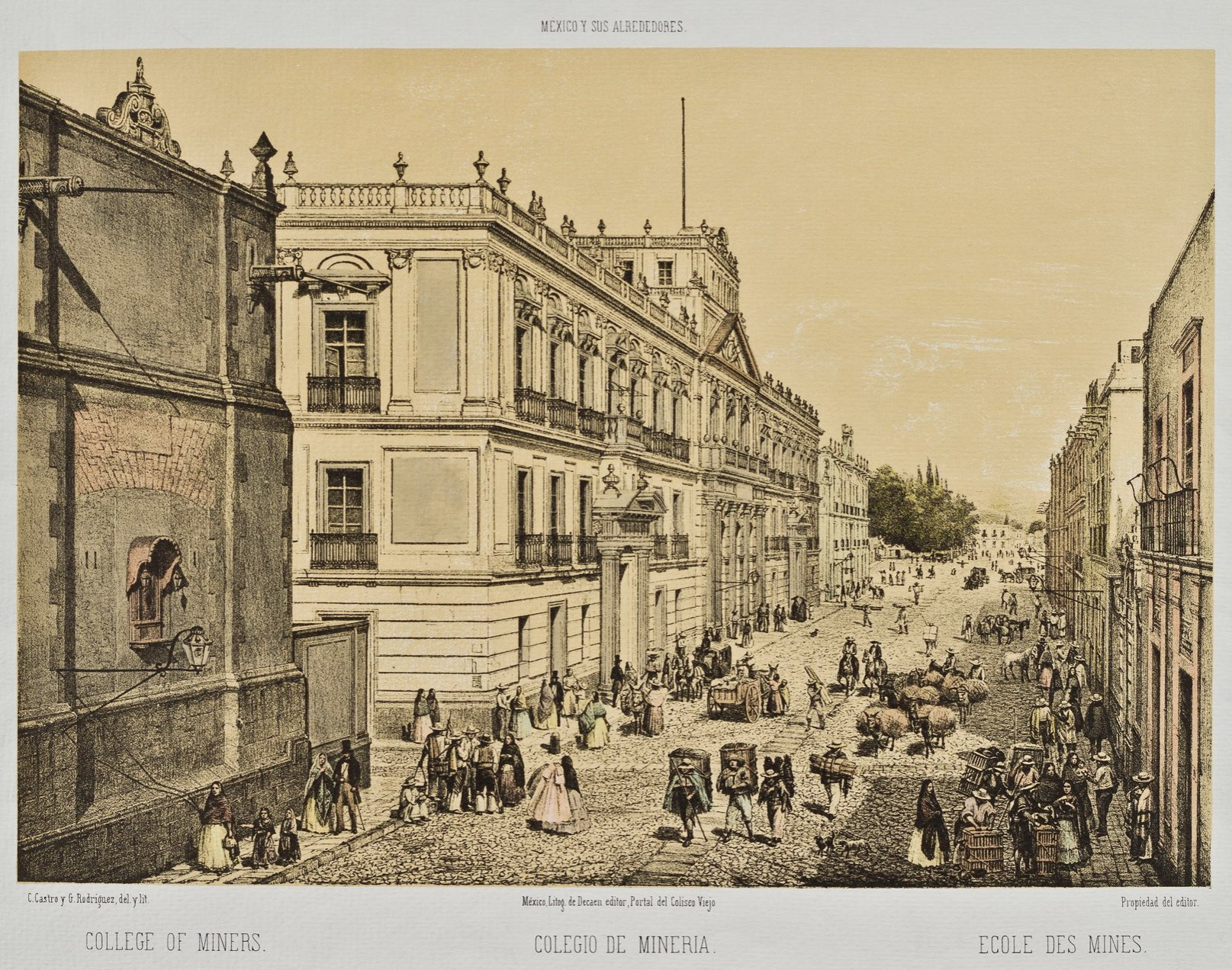
Palacio de Mineria a Ciudad de Mexico

Andrés Manuel del Río morì a 84 anni nel 1849, dopo una lunga e prestigiosa carriera accademica. I suoi lavori e le sue aspirazioni liberali in politica furono importanti per lsa costruzione della nazione messicana indipendente. Fu uno dei fondatori del Seminario Nacional de Minería e costituì la base dell'attuale Istituto di Geologia dell'Universitad Nacional Autonoma de Mexico. Fu membro dell'Accademia Reale delle Scienze di Madrid, della
Wernerian Natural History Society di Edimburgo, dell'Académie des sciences francese, della Società di economia di Lipsia, della Società Linneana di Lipsia, dell'American Philosophical Society di Filadelfia. Fu presidente della Società di Geologia di Filadelfia e della New York Academy of Sciences.
Il suo vasto e intenso lavoro, oltre all'identificazione del vanadio, comprende la descrizione di diversi minerali e l'invenzione di nuovi metodi d'estrazione dei minerali per l'industria mineraria.
La Società messicana di chimica nel 1964 ha creato il prestigioso Premio nazionale di chimica "Andrés Manuel Del Río", che ricompensa i lavori dei chimici i cui contributi onorano la professione. È accompagnato da una medaglia ornata dal ritratto di del Río e da una targa commemorativa.
Alla sua morte lasciò alla famiglia solo un nome onorato, molti debiti e alcuni esemplari dei suoi
Elementos de orictogonosia (1804), che non aveva potuto vendere.
Andrés Manuel Del Río, Luis Ernesto Miramontes Cárdenas, inventore del primo contraccettivo orale e Mario Molina, Premio Nobel per la Chimica nel 1995, sono i tre chimici messicani di fama mondiale; Miramontes ricevette il premio "Andrés Manuel Del Río" nel 1986.

## Principali testi scientifici
- Elementos de Orictognesia o del conocimiento de los fósiles, preparati per l'insegnamento nel Real Seminario de Mineria de México, 1795.
- Analyse des deux nouvelles espèces minérales composées de séléniure de zinc et de sulfure de mercure. Annales des Mines, Parigi, 5, 1829.
- Découverte de l'iodure de mercure au Mexique. Annales des Mines, Parigi, 5, 1829.
- Elementos de Orictognesia, o del conocimiento de los fósiles según el sistema de Bercelio; y según los principios de Abraham Góttlob Wérner, con la sinonimia inglesa, alemana y francesa, para uso del Seminario Nacional de Minería de México. Philadelphia, 1832.